# Adenolisianthus arboreus
Adenolisianthus arboreus  es una especie de planta con flor en la familia de las Gentianaceae.
Hay otra especie registrada en el género Adenolisianthus: Adenolisianthus virgatus Gilg , que aún no ha sido aceptada.

## Hábitat
Adenolisianthus arboreus se halla en la cuenca del río Negro (Amazonas) y el Vaupés. Su área de distribución cubre el noroeste de Brasil y sectores sureños de Venezuela y de Colombia.  Primariamente su hábitat son sabanas  de tierras bajas, arenosas.

## Taxonomía
Adenolisianthus arboreus fue descrito por (Spruce ex Progel) Gilg] y publicado en Die Natürlichen Pflanzenfamilien 4(2): 98. 1895.
Sinonimia
- Chelonanthus fruticosus Maguire & B. M. Boom
- Helia arborea (Spruce ex Progel) Kuntze
- Irlbachia alata (Aubl.) Maas
- Irlbachia alata subsp. arborea (Spruce ex Progel) J. Pers. & Maas[2]